# Antônio Prado
Antônio Prado es un municipio brasileño del estado de Río Grande del Sur.
Se encuentra ubicado a una latitud de 28º51'30" Sur y una longitud de 51º16'58" Oeste, estando a una altitud de 658 metros sobre el nivel del mar. Su población estimada para el año 2004 era de 13.908 habitantes. 
Ocupa una superficie de 343,28 km².